# Myospila sordida
Myospila sordida är en tvåvingeart som först beskrevs av Stein 1910.  Myospila sordida ingår i släktet Myospila och familjen husflugor. Inga underarter finns listade i Catalogue of Life.